# Martí Rimbau i Saldes
Martí Riumbau i Saldes (Barcelona, Barcelonès, 1852 - Malgrat de Mar, Maresme, 1912) va ésser un notari que exercí les seues funcions a Horta de Sant Joan, Cardona, Tivissa, Sineu, Alaró, Torelló i Malgrat de Mar.
Dins el moviment catalanista, signà el Missatge a la Reina Regent (1888) i fou designat delegat a les Assemblees de la Unió Catalanista celebrades a Manresa (1892), Reus (1893) i Balaguer (1894).